# 1610 în literatură
- 1609 în literatură — 1610 în literatură — 1611 în literatură

Anul 1610 în literatură a implicat o serie de evenimente semnificative. 

## Cărți noi
- Jean Beguin - Tyrocinium Chymicum

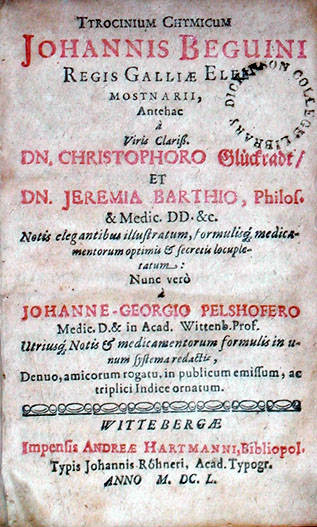
Tyrocinium Chymicum - 1650

- Sylvester Jourdan - A Discovery of the Barmudas, otherwise called the Ile of Divels
- Richard Rich - News from Virginia: the Lost Flock Triumphant

## Decese
Format:1610